# Octav Grigorescu
Octav Grigorescu, né le 22 mai 1933 à Bucarest et mort le 3 février 1987 dans la même ville, est un peintre roumain.

## Biographie
Octav Grigorescu naît le 22 mai 1933 à Bucarest.
À l'Institut des Arts Plastiques Nicolae Grigorescu de Bucarest, il étudie la peinture avec Rudolf Schweitzer-Cumpana, la sculpture avec Dimitrie Onofrei et la gravure avec Vasile Kazar. Diplômé en 1958, il y devient enseignant jusqu'en 1987.
Octav Grigorescu développe son travail à travers des dessins abstraits. Ses compositions rigoureuses et sa vision classique rappellent l'art de la Renaissance, bien qu'il ait choisi des formes et des motifs de l'art classique, du romantisme et du surréalisme, influencés par l'œuvre de Paul Klee. Son utilisation de l'aquarelle pour créer l'effet de translucidité altérée, semblable à celle des fresques médiévales, est évidente dans des œuvres comme La mort de Brâncoveanu (Hambourg, hiver 1978). Dans Burning of Arhondology in 1848 (1978 ; Galaţi, Mus. Visual A.), Octav Grigorescu utilise des couleurs monochromes, qu'il développent jusqu'à atteindre une intensité vibrante avec un effet spectaculaire. Beaucoup de ses dessins et peintures sont des cycles, dans lesquels il tente de « révéler en images, des événements et des personnes d'une grande importance pour le destin du peuple roumain ». 
Il meurt le 3 février 1987 dans sa ville natale.